# 지슬: 끝나지 않은 세월 2
"지슬: 끝나지 않은 세월 2"은 제주 4·3 사건을 다룬 2013년 대한민국의 영화이다. '지슬'은 제주어로 감자를 의미한다. 한국 영화 최초로 세계 최고의 독립영화제 중 하나인 선댄스 영화제에서 심사위원 대상을 수상했다.

## 배경지
영화의 배경은 도너리오름이다. 도너리오름 숲으로 피신했으나 토벌대의 추적을 피하기 위해 큰넓궤(큰 동굴)로 숨어들었다. ‘궤’는 제주사투리로 암반과 암반 사이의 공간, 즉 천연동굴을 뜻한다. 큰넓궤 동굴입구는 한 사람이 겨우 들어갈 정도로 좁지만 그곳을 지나면 길이가 180m에 이르는 넓은 공간이 펼쳐졌다. 동광리 주민 120여 명은 약 50일 동안 이곳에 은신하며 삶을 이어갔다. 그러나 토벌대의 집요한 추적으로 집단 피난처는 발각됐다. 토벌대가 굴 안으로 진입을 시도하자, 주민들은 이불에서 솜을 뜯어내 고춧가루를 뿌린 후 불을 붙여 매운 연기가 동굴 밖으로 나가도록 부채질을 했다고 전해진다.

## 캐스팅
- 이경준 : 경준 역
- 홍상표 : 상표 역
- 문석범 : 원식이 삼촌 역
- 오영순 : 무동 어머니 역
- 김동호 : 순덕아방 역
- 김순덕 : 순덕어멍 역
- 손욱 : 병호 역
- 양정원 : 용필 역
- 박순동 : 무동 역
- 성민철 : 만철 역
- 최은미 : 무동의 아내 역
- 조은 : 춘자 역
- 강희 : 순덕 역
- 손유경 : 춘섭 역
- 조이준 : 무동딸 생이 역
- 장경섭 : 김 상사 역
- 이경식 : 고 중사 역
- 주정애 : 주정길 역
- 백종환 : 백 상병 역
- 어성욱 : 상덕 역
- 김형진 : 동수 역

## 줄거리
1948년 11월. 제주섬 사람들은 ‘해안선 5km 밖 모든 사람을 폭도로 여긴다’는 흉흉한 소문을 듣고 삼삼오오 모여 피난길에 오른다. 도대체 무슨 일이 어디서부터 일어나고 있는지 영문도 모른 채 산 속으로 피신한 마을 사람들은 곧 돌아갈 생각으로 따뜻한 감자를 나눠먹으며 집에 두고 온 돼지 굶주릴 걱정, 장가갈 걱정 등의 소소한 가정사를 늘어놓으며 웃음을 잃지 않는다…

## 평가 및 동원관객 수
'지슬'은 2013년 4월 30일기준 13만 관객을 돌파했다. '지슬'은 제작비가 상업영화의 수십분의 1에 해당하는 2억 5000만 원, 상영관도 50~60개에 머문 열악한 환경에서 이룬 성과여서 더욱 값지다는 평가를 받는다. 더욱이 영화계는 한국 현대사의 비극인 제주 4·3 사건이라는 다소 무거운 주제를 다뤘다는 점에서 이 영화의 흥행에 남다른 가치를 부여하고 있다. 또한 '지슬'은 흑백영화로서 빼어난 영상미와 해학미를 담았다. 영화는 4·3 사건을 다뤘지만 주민들과 토벌군간 이분법적인 대결 구도보다, 당시를 살아내던 사람들의 모습 하나 하나를 보여 주며 인간애를 다루는 데 무게를 두었다. 이런 이유로 '지슬'은 4·3 사건 속 원혼들을 달래는 씻김굿 같은 영화로 불린다. '지슬'은 제작비 2억5000만원이 투입된 작품으로 제주도 출신 감독이 제주 사람들과 함께 제주에서 찍은 지역영화라는 점에서도 의미가 있다.
또한, 지난 1월26일 미국에서 열린 제29회 선댄스영화제에서 한국영화로는 처음으로 최고상에 해당하는 심사위원대상(Grand Jury Prize)을 받았다. 대상 선정은 심사위원 만장일치로 이뤄졌으며 결정하는 데에 1분도 채 걸리지 않은 것으로 전해졌다. 심사위원들은 "깊이 있는 서사와 더불어 시적인 이미지까지 '지슬'은 우리 모두를 강렬하게 사로잡을 만큼 매혹적이었다"고 평했다.
박찬욱 감독은 ‘지슬’을 보고 “단순히 4.3을 다뤘다는 사실만으로 평가해줘야 하는 영화가 아니라 하나의 독립된 예술 작품으로 충분히 독창적이고 훌륭하다. 굉장히 웃기면서도 아름답고 그런데 웃길수록 슬프고, 아름다울수록 슬픈 영화다”라고 말했다.
'지슬'은 단순히 비극의 역사를 들춰내 분노를 일으키는 식의 간편한 방법을 쓰지 않았다. 묵묵히 펼쳐지는 아프지만 아름다운 화면은 당시 사건의 피해자뿐 아니라 가해자, 그리고 이를 보는 관객까지 위로한다. 그리고 이 위로는 입소문을 타고 흥행에 성공한 원동력이 됐다. ’지슬’은 개봉 2주차부터 다른 개봉작에 밀려 상영관이 50개까지 축소됐지만 관객 열기가 뜨겁자 상영관 10개가 다시 늘어났다. 이런점에서 '지슬'의 성과는 독립영화의 흥행에 극장의 역할이 얼마나 중요한지 다시 한 번 알려주는 계기가 된 점에서 중요하게 평가된다.
역대 기록을 갈아치운 영화 '지슬'이 제주에선 끝내 목표 관객수에 못 미친 채 상영이 끝났다.고혁진 PD는 "당초 제주에서 3만 관객을 목표로 잡았던 건 4·3에 희생된 3만여명의 영령들을 위로하는 의미에서다. 또한 3만 관객 돌파는 제주에서 만들어진 독립영화도 충분히 경쟁력이 있다는 걸 보여주는 지표여서 더욱 절실할 수밖에 없다"고 말했다.
다행히 방법이 하나 남았다. 제주시 영화예술문화센터에서 재상영을 협의하고 있다. 하루 평균 100명 관객이 든다는 계산으로 따져봤을 때 단 2주일이라도 상영한다면 3만 관객 돌파도 무리는 아닐 것으로 보인다.

## 수상
‘지슬’은 터키의 최대 영화 축제인 이스탄불영화제에서 인권영화 경쟁부문에 출품됐다. 이 부문은 본상 후보에 해당하는 국제 경쟁 부문과는 별도로 인권의 가치가 돋보이는 작품들을 초청하는 특별 경쟁 부문이다. 총 10편이 초청된 이 부문에서 ‘지슬’은 다른 경쟁작들에 비해 특히 주목받으며 심사위원 특별언급상을 받았다.
‘지슬’은 지난 1월 말 미국 선댄스영화제 심사위원대상, 2월 프랑스 브졸 국제아시아영화제 황금수레바퀴상에 이어 세 번째로 해외 영화제에서 상을 거머쥐게 됐다.

## 같이 보기
- 제주 4·3 사건
- 끝나지 않은 세월 (2005년 영화)